# Franco Giorgetti (ciclista)
Francesco Carlo Rodolfo Giorgetti (conocido como Franco Giorgetti; Varese, 13 de octubre de 1902-Bovisio Masciago, 18 de marzo de 1983) fue un deportista italiano que compitió en ciclismo en la modalidad de pista.
Participó en los Juegos Olímpicos de Amberes 1920, obteniendo una medalla de oro en la prueba de persecución por equipos. Posteriormente desarrolló una larga carrera como profesional, llegando a ganar una medalla de plata en el Campeonato Mundial de Ciclismo en Pista de 1933 y ocho veces la prueba de los Seis días de Nueva York.

## Medallero internacional
| Juegos Olímpicos   | Juegos Olímpicos  | Juegos Olímpicos | Juegos Olímpicos        |
| Año                | Lugar             | Medalla          | Competición             |
| ------------------ | ----------------- | ---------------- | ----------------------- |
| 1920               | Amberes (Bélgica) | Medalla de oro   | Persecución por equipos |
| Campeonato Mundial |                   |                  |                         |
| Año                | Lugar             | Medalla          | Competición             |
| 1933               | París (Francia)   | Medalla de plata | Medio fondo (P)         |